# Edgar Lund
Edgar Jonas Herman Lund, född 1 juni 1903 i Stockholm, död där 6 juli 1943, var en svensk bibliograf och bokförläggare.
Edgar Lund var son till skräddarmästaren Anders Arvid Lund. Efter skolgång i Stockholm praktiserade han från 1919 i bokbranschen, bland annat vid Alfred Lorentz' bokförlag i Leipzig. 1925–1934 var han värderingsman vid Björck & Börjessons antikvariat i Stockholm och 1934–1938 litterär rådgivare i Wahlström & Widstrands bokförlag. Under sina senare år bedrev han även en slags privat antikvariatsrörelse, särskilt riktad mot utlandet. Från 1930 idkade Lund i liten skala egen förlagsrörelse, i allmänhet med bokverk som han själv redigerat. Han utgav 1930–1938 Bibliotheca nicotiana (5 band), en serie faksimilutgåvor av äldre skrifter om tobak jämte en bibliografi över svensk litteratur i ämnet. Vidare sammanställde han bibliografier över Erik Lindorm (1936) och Hjalmar Bergman (1939) samt utgav samlingsverket Hjalmar Bergman. Minnen och biografiskt (1940) och en volym efterlämnade noveller av Hjalmar Bergman, Herr Markurells död (1941). Lund sysslade också med översättning, bland annat utgav han 1944 tre romaner av Robert Louis Stevenson i sin egen tolkning. Edgar Lund är begravd på Norra begravningsplatsen utanför Stockholm.